# Гетерохромія

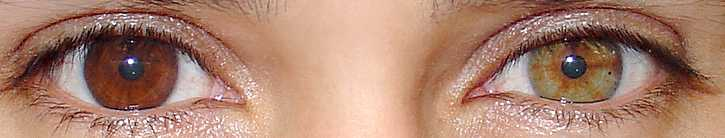
Повна гетерохромія людських очей

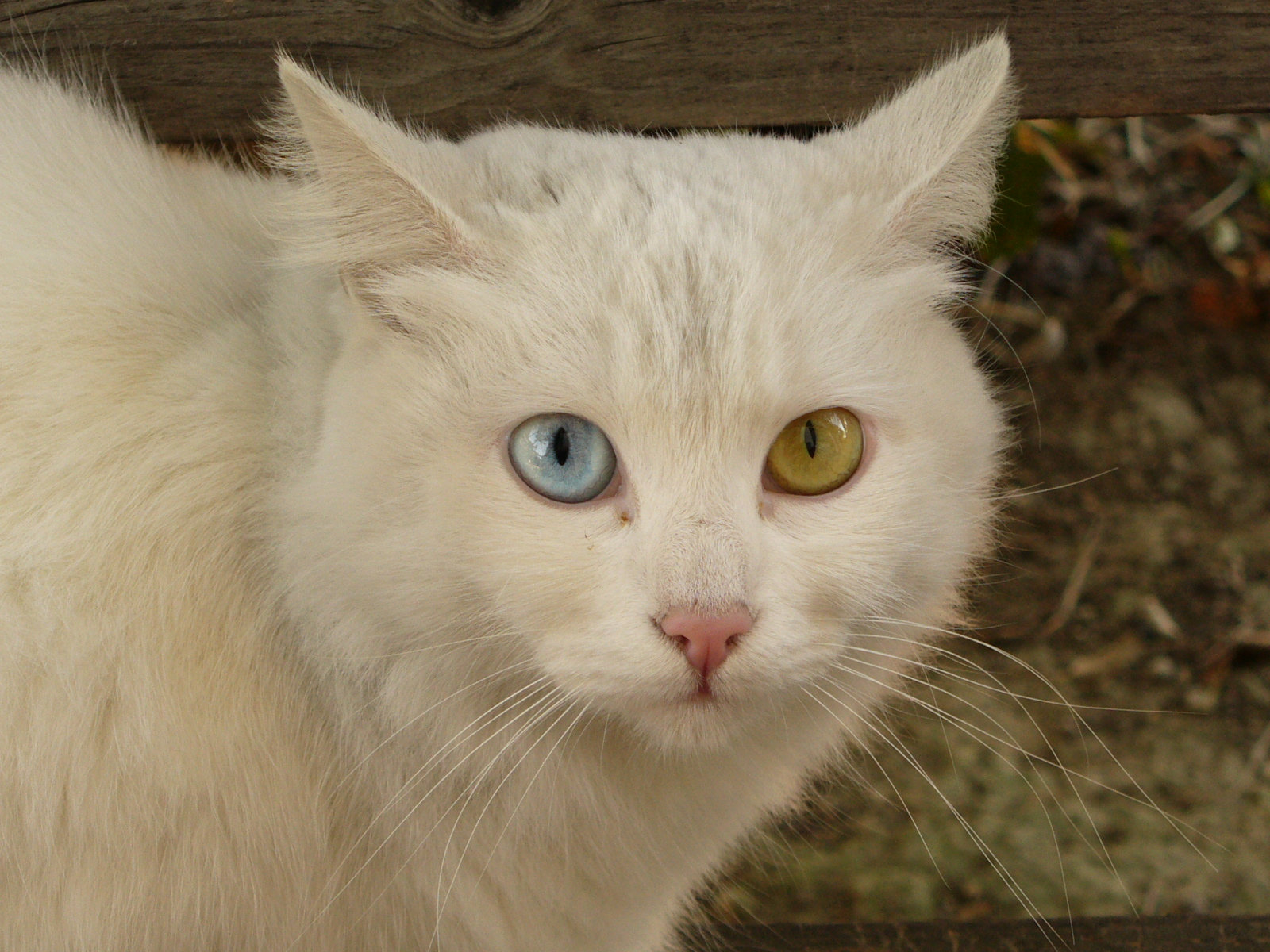
Повна гетерохромія в кота

Гетерохромі́я (лат. heterochromia, від грец. έτερος — «інший», «різний», χρῶμα — «колір») — хвороба, при якій у істоти різний колір райдужної оболонки правого і лівого ока або неоднакове забарвлення різних ділянок райдужної оболонки одного ока. Вона є наслідком відносного надлишку або нестачі меланіну (пігменту).
Колір очей, тобто колір райдужних оболонок, визначається насамперед концентрацією і розподілом меланіну. Око, порушене гетерохромією, може бути гіперпігментованим або гіпопігментованим.
Гетерохромія очей має два різновиди. За повної гетерохромії колір однієї райдужки відрізняється від кольору іншої. За часткової гетерохромії або секторній гетерохромії колір однієї частини райдужки відрізняється від кольору решти.
З метою підвищення обізнаності суспільства щодо хвороби гетерохромії, 12 липня  проводиться День різнокольорових очей.

## У тварин
- Гетерохромія в котів